# Gran Premi d'Hongria del 2022
El Gran Premi d'Hongria de Fórmula 1, la tretzena cursa de la temporada 2022, es disputà al Circuit de Hungaroring, a Mogyoród entre els dies 29 al 31 de juliol de 2022.

## Qualificació
La qualificació fou realitzada el dia 30 de juliol.
| Pos.               | Nº | Pilot            | Equip/Motor           | Part 1   | Part 2   | Part 3   | Graella |
| ------------------ | -- | ---------------- | --------------------- | -------- | -------- | -------- | ------- |
| 1                  | 63 | George Russell   | Mercedes              | 1:18.407 | 1:18.154 | 1:17.377 | 1       |
| 2                  | 55 | Carlos Sainz Jr. | Ferrari               | 1:18.434 | 1:17.946 | 1:17.421 | 2       |
| 3                  | 16 | Charles Leclerc  | Ferrari               | 1:18.806 | 1:17.768 | 1:17.567 | 3       |
| 4                  | 4  | Lando Norris     | McLaren-Mercedes      | 1:18.653 | 1:18.121 | 1:17.769 | 4       |
| 5                  | 31 | Esteban Ocon     | Alpine-Renault        | 1:18.866 | 1:18.216 | 1:18.018 | 5       |
| 6                  | 14 | Fernando Alonso  | Alpine-Renault        | 1:18.716 | 1:17.904 | 1:18.078 | 6       |
| 7                  | 44 | Lewis Hamilton   | Mercedes              | 1:18.374 | 1:18.035 | 1:18.142 | 7       |
| 8                  | 77 | Valtteri Bottas  | Alfa Romeo-Ferrari    | 1:18.935 | 1:18.445 | 1:18.157 | 8       |
| 9                  | 3  | Daniel Ricciardo | McLaren-Mercedes      | 1:18.775 | 1:18.198 | 1:18.379 | 9       |
| 10                 | 1  | Max Verstappen   | Red Bull-RBPT         | 1:18.509 | 1:17.703 | 1:18.823 | 10      |
| 11                 | 11 | Sergio Pérez     | Red Bull-RBPT         | 1:19.118 | 1:18.516 |          | 11      |
| 12                 | 24 | Guanyu Zhou      | Alfa Romeo-Ferrari    | 1:18.973 | 1:18.573 |          | 12      |
| 13                 | 20 | Kevin Magnussen  | Haas-Ferrari          | 1:18.993 | 1:18.825 |          | 13      |
| 14                 | 18 | Lance Stroll     | Aston Martin-Mercedes | 1:19.205 | 1:19.137 |          | 14      |
| 15                 | 47 | Mick Schumacher  | Haas-Ferrari          | 1:19.164 | 1:19.202 |          | 15      |
| 16                 | 22 | Yuki Tsunoda     | AlphaTauri-RBPT       | 1:19.240 |          |          | 16      |
| 17                 | 23 | Alexander Albon  | Williams-Mercedes     | 1:19.256 |          |          | 17      |
| 18                 | 5  | Sebastian Vettel | Aston Martin-Mercedes | 1:19.273 |          |          | 18      |
| 19                 | 10 | Pierre Gasly     | AlphaTauri-RBPT       | 1:19.527 |          |          | PL1     |
| 20                 | 6  | Nicholas Latifi  | Williams-Mercedes     | 1:19.570 |          |          | 19      |
| 107%Temps:1:23.860 |    |                  |                       |          |          |          |         |
| Font:              |    |                  |                       |          |          |          |         |

Notes
- ^1  – Pierre Gasly va llargar en el pitlane per canviar els components de la unitat de potència de la seva monoplaça.

## Resultats de la cursa
La cursa fou realitzada el dia 31 de juliol.
| Pos.                                                                | Nº | Pilot            | Equip/Motor           | Voltes | Temps/Retirada | Graella | Punts |
| ------------------------------------------------------------------- | -- | ---------------- | --------------------- | ------ | -------------- | ------- | ----- |
| 1                                                                   | 1  | Max Verstappen   | Red Bull-RBPT         | 70     | 1:39:35.912    | 10      | 25    |
| 2                                                                   | 44 | Lewis Hamilton   | Mercedes              | 70     | +7.834         | 7       | 191   |
| 3                                                                   | 63 | George Russell   | Mercedes              | 70     | +12.337        | 1       | 15    |
| 4                                                                   | 55 | Carlos Sainz Jr. | Ferrari               | 70     | +14.579        | 2       | 12    |
| 5                                                                   | 11 | Sergio Pérez     | Red Bull-RBPT         | 70     | +15.688        | 11      | 10    |
| 6                                                                   | 16 | Charles Leclerc  | Ferrari               | 70     | +16.047        | 3       | 8     |
| 7                                                                   | 4  | Lando Norris     | McLaren-Mercedes      | 70     | +1:18.300      | 4       | 6     |
| 8                                                                   | 14 | Fernando Alonso  | Alpine-Renault        | 69     | +1 volta       | 6       | 4     |
| 9                                                                   | 31 | Esteban Ocon     | Alpine-Renault        | 69     | +1 volta       | 5       | 2     |
| 10                                                                  | 5  | Sebastian Vettel | Aston Martin-Mercedes | 69     | +1 volta       | 18      | 1     |
| 11                                                                  | 18 | Lance Stroll     | Aston Martin-Mercedes | 69     | +1 volta       | 14      |       |
| 12                                                                  | 10 | Pierre Gasly     | AlphaTauri-RBPT       | 69     | +1 volta       | PL      |       |
| 13                                                                  | 24 | Guanyu Zhou      | Alfa Romeo-Ferrari    | 69     | +1 volta       | 12      |       |
| 14                                                                  | 47 | Mick Schumacher  | Haas-Ferrari          | 69     | +1 volta       | 15      |       |
| 15                                                                  | 3  | Daniel Ricciardo | McLaren-Mercedes      | 69     | +1 volta2      | 9       |       |
| 16                                                                  | 20 | Kevin Magnussen  | Haas-Ferrari          | 69     | +1 volta       | 13      |       |
| 17                                                                  | 23 | Alexander Albon  | Williams-Mercedes     | 69     | +1 volta       | 17      |       |
| 18                                                                  | 6  | Nicholas Latifi  | Williams-Mercedes     | 69     | +1 volta       | 19      |       |
| 19                                                                  | 22 | Yuki Tsunoda     | AlphaTauri-RBPT       | 68     | +2 voltes      | 16      |       |
| Ret                                                                 | 77 | Valtteri Bottas  | Alfa Romeo-Ferrari    | 65     | Unit. Potència | 8       |       |
| Volta ràpida: — Lewis Hamilton (Mercedes) – 1:21.386 (en el lap 57) |    |                  |                       |        |                |         |       |
| Font:                                                               |    |                  |                       |        |                |         |       |

Notes
- ^1  – Inclòs punt extra per volta ràpida.
- ^2  – Daniel Ricciardo va finalitzar en tretzena posició, però va ser penalitzat en 5 segons per col·lidir amb Lance Stroll. Amb això, va perdre dues posicions.

## Classificació després de la cursa
| Pos. | Pilot            | Punts | Canvis |
| ---- | ---------------- | ----- | ------ |
| 1    | Max Verstappen   | 258   | =      |
| 2    | Charles Leclerc  | 178   | =      |
| 3    | Sergio Pérez     | 173   | =      |
| 4    | George Russell   | 158   | 1      |
| 5    | Carlos Sainz Jr. | 156   | 1      |

| Pos. | Constructor      | Punts | Canvis |
| ---- | ---------------- | ----- | ------ |
| 1    | Red Bull-RBPT    | 431   | =      |
| 2    | Ferrari          | 334   | =      |
| 3    | Mercedes         | 304   | =      |
| 4    | Alpine-Renault   | 99    | =      |
| 5    | McLaren-Mercedes | 95    | =      |